# Udacity

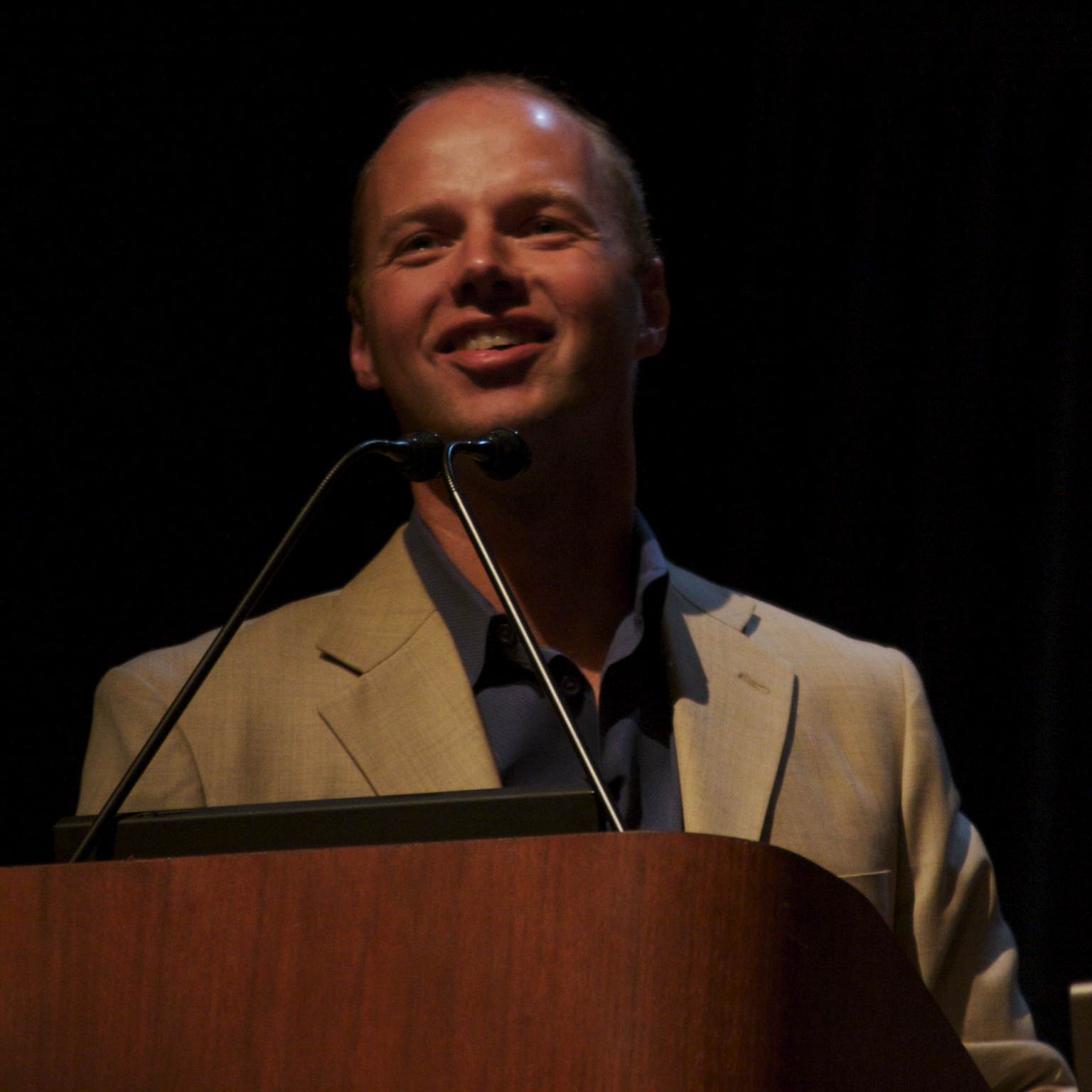
Cofundador de Udacity, Sebastian Thrun, 2006

Udacity és una organització educativa fundada per Sebastian Thrun, David Stavens i Mike Sokolsky que ofereix cursos online massius i oberts (MOOCs). Segons Thrun, l'origen del nom Udacity prové del desig de la companyia de ser "audaç per a tu, l'estudiant".
Udacity és el resultat de les classes d'informàtica gratuïtes ofertes l'any 2011 a través de la Universitat Stanford. Des de l'1 d'agost de 2013, Udacity té 25 cursos actius. Thrun ha declarat que espera es matriculin mig milió d'estudiants després d'una inscripció de 160.000 alumnes en el curs predecessor en Stanford, Introducció a la Intel·ligència Artificial, i 90.000 estudiants es van inscriure a les dues classes inicials a partir de març de 2012. Udacity es va anunciar en la conferència Digital Life Design 2012. Udacity és finançat per la signatura de capital de risc, Charles River Ventures i $300.000 de diners personals de Thrun. a l'octubre de 2012, la signatura de capital de risc Andreessen Horowitz va portar una altra inversió de $15 milions a Udacity.
El treball de Thrun en Udacity va ser assenyalat per The Guardian en una llista de persones que defensen Internet oberta.

## Cursos
Els dos primers cursos llançats en Udacity van començar el 20 de febrer de 2012, titulat "CS 101: Construcció d'un motor de cerca, impartit per David Evans de la Universitat de Virgínia, i "CS 373: Programació d'un cotxe robòtic" ensenyat per Thrun. Tots dos cursos utilitzen Python.
Altres quatre cursos van començar el 16 d'abril de 2012, abastant una àmplia gamma de possibilitats i temes, amb professors com Steve Huffman i Peter Norvig. Cinc nous cursos van ser anunciats el 31 de maig de 2012, i va ser la primera vegada que Udacity va oferir cursos fora del domini de la informàtica. Quatre d'aquests cursos van ser llançats al començament del tercer "hexamestre", el 25 de juny de 2012. Un curs, Lògica i Matemàtica Discreta: Fonaments d'Informàtica, es va retardar durant diverses setmanes abans que un anunci de correu electrònic s'enviés el 14 d'agost indicant que el curs no s'engegaria, encara que no es va proporcionar cap explicació addicional.
El 23 d'agost de 2012, un nou curs en emprenedoria, EP245 impartit pel jubilat empresari en sèrie Steve Blank, va ser anunciat. Quatre nous cursos especialitzats CS (informàtica) es van donar a conèixer el 18 d'octubre de 2012, en el marc de la col·laboració amb Google, Nvidia, Microsoft, Autodesk, Cadence Design Systems, i Wolfram Research, i que es van llançar a principis de 2013. El 28 de novembre de 2012, la classe original de IA de Thrun va ser rellançada com a curs en Udacity com CS271.
Udacity va anunciar una aliança amb la Universitat Estatal de San José (SJSU) el 15 de gener de 2013 i la creació experimental de tres nous cursos, dos cursos d'àlgebra i un curs d'estadístiques, disponibles per a crèdits universitaris de SJSU i oferts totalment en línia. Tres mesos després, l'experiment es va ampliar per incloure DT.006, DT.008 i ST095, així com dos nous cursos, CS046 i PS001. El 18 de juliol de 2013, l'aliança va ser suspès després que més de la meitat dels estudiants suspenguessin els exàmens finals.

### Format del curs
Cada curs consta de diverses unitats que comprenen classes de vídeo amb subtítols Closed Caption, juntament amb qüestionaris integrats per ajudar els estudiants a comprendre conceptes i reforçar les idees, així com tasques de seguiment que promouen el model "aprendre fent". Les classes de programació utilitzen el llenguatge Python, les pràctiques de programació les puntuen programes de correcció automatitzada dels servidors d'Udacity.

## Inscripció
Durant els primers mesos d'existència d'Udacity, la matrícula per a cada classe es tallava en la data de venciment de la primera tasca assignada, i els cursos van ser re-oferts cada hexamestre. Des d'agost de 2012, tots els cursos han estat de "inscripció oberta", els estudiants poden matricular-se en un o més cursos a qualsevol moment després que un curs s'engegui. Totes les classes dels cursos i els butlletins de problemes estan disponibles al moment d'inscripció i després es poden completar al ritme preferit pels estudiants.
Udacity tenia estudiants en 203 països en l'estiu de 2012, amb el major nombre d'estudiants als Estats Units (42%), Índia (7%), Regne Unit (5%) i Alemanya (4%). Els estudiant d'Udacity de CS101 tenen un rang d'edat d'entre 13 i 80 anys. Els estudiants de 13 anys avançats són capaços de completar diversos cursos d'informàtica de nivell superior en Udacity.

## Certificació
En finalitzar un curs, els estudiants reben un certificat de compliment que indica el seu nivell d'assoliment, signat pels instructors, sense cap cost. A més, a partir del 24 d'agost 2012, mitjançant l'associació amb la companyia de proves electròniques Pearson VUE, els estudiants de CS101 pot optar per prendre un examen final supervisat de 75 minuts per una tarifa de $89 en un esforç per permetre que les classes Udacity "comptin per a una credencial que sigui reconeguda pels empresaris".
Altres plans anunciats per a les opcions de certificació inclourien un "examen online assegurança" com una alternativa menys costosa que els exàmens supervisats en persona.
El Campus Global de la Universitat Estatal de Colorado va començar a oferir la transferència de crèdits de l'assignatura d'informàtica introductòria (CS101) per a estudiants Udacity que prenen l'examen final a través d'un centre de proves de seguretat.

## Premis
Al novembre de 2012, el fundador Sebastian Thrun va guanyar el premi en educació Smithsonian American Ingenuity pel seu treball en Udacity.